# Diocesi di Sozusa di Palestina
La diocesi di Sozusa di Palestina (in latino Dioecesis Sozusena in Palaestina) è una sede soppressa del patriarcato di Gerusalemme e una sede titolare della Chiesa cattolica.

## Storia
Sozusa di Palestina, identificabile con Arsuf nell'odierno Israele, è un'antica sede vescovile della provincia romana della Palestina Prima nella diocesi civile d'Oriente. Faceva parte del patriarcato di Gerusalemme ed era suffraganea dell'arcidiocesi di Cesarea.
Tre sono i vescovi attribuiti a questa antica sede episcopale. Barachio figura tra i vescovi che presero parte al concilio di Efeso del 449. Leonzio sottoscrisse le lettere sinodali del patriarca di Gerusalemme nel 518 e nel 536. Damiano prese parte al concilio di Costantinopoli del 553 in qualità di rappresentante del proprio patriarca Eustochio.
Dal XIX secolo Sozusa di Palestina è annoverata tra le sedi vescovili titolari della Chiesa cattolica; la sede è vacante dal 20 novembre 1970. Il suo ultimo titolare è stato Francis Joseph McSorley, vicario apostolico di Jolo nelle Filippine.

## Cronotassi

### Vescovi greci
- Barachio † (menzionato nel 449)
- Leonzio † (prima del 518 - dopo il 536)
- Damiano † (menzionato nel 553)

### Vescovi titolari
- Francis Kerril Amherst † (27 luglio 1880 - 21 agosto 1883 deceduto)
- Jean-Baptiste Cazet, S.I. † (5 maggio 1885 - 6 marzo 1918 deceduto)
- Alfonso Belloso † (18 dicembre 1919 - 22 dicembre 1927 nominato arcivescovo di San Salvador)
- Peter Cheng (Tcheng) † (28 marzo 1928 - 25 agosto 1935 deceduto)
- Paul Yü Pin † (7 luglio 1936 - 11 aprile 1946 nominato arcivescovo di Nanchino)
- Antônio de Mendonça Monteiro † (31 gennaio 1950 - 7 marzo 1957 nominato vescovo di Bonfim)
- Francis Joseph McSorley, O.M.I. † (12 luglio 1958 - 20 novembre 1970 deceduto)